# اس‌تی‌اس-۹۸
اس‌تی‌اس-۹۸ (انگلیسی: STS-98) یکی از ماموریت‌های برنامه شاتل‌های فضایی بود که در تاریخ ۷ فوریه ۲۰۰۱ از پایگاه فضایی کندی به مقصد ایستگاه فضایی بین‌المللی پرتاب شد. این ماموریت توسط شاتل آتلانتیس و برای تکمیل مونتاژ اجزا ایستگاه فضایی، انجام گرفت. هدف اصلی این ماموریت حمل و نصب قطعه Destiny Laboratory Module بر روی ایستگاه فضایی بین‌المللی بود.